# Truyền tin (viễn thông)
Trong viễn thông (telecomunications), truyền tin (transmission) là một hành động phát những thông điệp điện tín (electrical messages) - liên quan cả đến hiện tượng bức xạ năng lượng (radiant energy) thông qua phương tiện truyền thông (media). Các thông điệp có thể là một chuỗi các đơn vị số liệu (series of data units), như các ký số nhị phân, hoặc các nhóm của chúng được gọi bằng những cái tên khác nhau như khung dữ liệu (frames), hay khối dữ liệu (blocks).
Quá trình truyền thông có thể được phân ra làm hai phần:
1. Việc phát tín hiệu, thông điệp, hoặc bất cứ một dạng thức thông tin nào do bên gửi gửi đi để thông tin đó được thu nhận ở một nơi nào đó.
2. Việc truyền một tín hiệu (propagation of a signal) bằng các phương tiện như điện báo (telegraph), điện thoại, đài rađiô, máy truyền hình, hoặc bằng cách sao chép (facsimile) thông qua những môi giới như dây điện, cáp đồng trục (coaxial cable), sóng cực ngắn (microwave), sợi quang (optical fiber), hoặc tần số rađiô.

Trong lý thuyết thông tin nói chung, truyền tin nói đến quá trình giao thông tin tức thông qua một kênh truyền thông.